# Janez Nepomuk Bartholotti
Janez Nepomuk Bartholotti, slovenski teolog, * 31. oktober 1729, Slovenske Konjice, † 14. december 1788, Praga.

## Življenje in delo
Janez Nepomuk Bartholotti, s krstnim imenom Karel Jožef, je vstopil v red Pavlincev v samostanu Olimje, bil profesor dogmatike v Dunajskem Novem mestu, na Dunaju, v Gorici, postal 1774 član komisije za cenzuro knjig, to službo zaradi bolezni za nekaj časa odložil, bil 1779 ponovno sprejet v komisijo, ter bil nazadnje od 1782 pa do smrti drugi univerzitetni knjižničar v Pragi.
Bartholotti je bil vnet branitelj jožefinskih idej. Napisal je več del: Idea sistematis theologici seu restauratae nuper caes. reg. auctoritate theologiae (Gorca, 1775); Exercitatio politico-theologica, in qua de libertate conscientiae et de receptarum in Imperio Romano-teutonico religionum tolerantia tum theologica tum politica nec non de Dis-unitorum statu Graecorum disputatur (Dunaj, 1782); Streitschrift wider die Gattungen des Aberglaubens (Dunaj, 1784). Prva knjižica utemeljuje 1774 izdelan Rauten-Strauchov načrt za preosnovo teološkega študija. Druga knjiga, apologija Jožefovega tolerančnega patenta, svetuje, naj se zaradi zedinjenja ločenih vzhodnih cerkva razlike reducirajo na tri: disciplino, Filioque in primat; disciplina naj se jim pusti nespremenjena, Filioque naj se označi kot teološko mnenje in ne kot dogma, primat naj se določi po starejši praksi obeh cerkva.